# François Guéneau de Mussy
Pour les autres membres de la famille, voir Guéneau de Mussy.
 (juin 2024).
François Guéneau de Mussy (11 juin 1774 à Semur-en-Auxois - 30 avril 1853 à Paris) est un médecin français.

## Biographie
Fils de François Pierre Marie Guéneau (1745-1794), seigneur de Mussy, maire et lieutenant-général de police de la ville de Montbard, qui fut emprisonné sous la Terreur, et d'Odette Oudin, il est le frère de Philibert Guéneau de Mussy et de Frédéric Guéneau de Mussy.
Élève chez les Oratoriens de Lyon, il est admis en 1795, ainsi que son frère Philibert, à l'École polytechnique qui vient d'être créée. Avec sept camarades de première et de seconde année, dont Athanase et Ambroise Rendu, ils sont exclus, le 29 janvier 1796, pour avoir refusé de prêter serment de haine à la royauté.
Il devient docteur en médecine en 1803 et prend les fonctions de médecin des indigents de la Division du Luxembourg et du cinquième dispensaire.
En 1814, à la Restauration, il est nommé, par l'intermédiaire de Jean Noël Hallé, médecin ordinaire de Monsieur (futur Charles X) et de la duchesse de Bourbon.
Il est directeur du Pensionnat normal (futur École normale supérieure) de 1815 à 1822. Il s'implique à côté de ces fonctions dans la Société pour l'instruction élémentaire et dans la Commission des collèges royaux.
Médecin à l'Hôtel-Dieu en 1826 et du roi Charles X, il est membre de l'Académie de médecine depuis 1823.
Marié à Marie Henriette Bergasse, nièce de Nicolas Bergasse et tante de Henry Bergasse, il est le père de Henri Guéneau de Mussy (1814-1892), ainsi que le grand-père d'André Babeau (1848-1924).

## Sources
- Éloges de l'Académie de médecine, 1864
- Chronique Médicale, Volume 4, 1897